# Întâlnire cu o necunoscută
Întâlnire cu o necunoscută (titlul original: în greacă Ραντεβού με μια άγνωστη, transliterat: Radevou me mian agnosti) este un film dramatic de dragoste grec, realizat în 1968 de regizorul Vasilis Georgiadis, protagoniști fiind actorii Elena Nathanail, Giannis Voglis, Dimitris Myrat și Anne Lonnberg.

## Rezumat
A sosit momentul în care Christina va trebui să dea socoteală pentru crima pe care a comis-o. Întregul adevăr însă este trecut în jurnalul ei personal. Acolo scrie despre orele nesfârșite de singurătate și plictiseală pe care le-a petrecut acasă așteptându-și soțul, un procuror desăvârșit, dar și foarte ocupat. Într-o zi, îl întâlnește pe pictorul Alexis, care locuiește singur într-o colibă, rupt de lume și intră într-o relație romantică cu el.
Când Irene, fiica procurorului din prima căsătorie, devine conștientă de această relație, ea dezvăluie adevărul tatălui ei și cei doi iubiți se despart. Alexis încearcă să o țină pe Christina aproape de el dar este ucis, principalul suspect de crimă este Christina...

## Distribuție
- Elena Nathanail – Christina
- Giannis Voglis – Alexis
- Dimitris Myrat – procurorul, soțul Christinei
- Anne Lonnberg – Eirini
- Lykourgos Kallergis – judecătorul
- Pericles Christoforidis – polițistul
- Eva Evagelidou – Κaterina
- Vasilis Andreopoulos – avocatul
- Vasilis Georgiadis – șeful de gară (cameo)

## Premii și nominalizări
- 1968 Premiul pentru cea mai bună actriță la Festivalul de Film de la Salonic pentru Elena Nathanail.